# Merklín (Plzeň)
Merklín è un comune della Repubblica Ceca facente parte del distretto di Plzeň-jih, nella regione di Plzeň.

## Galleria d'immagini

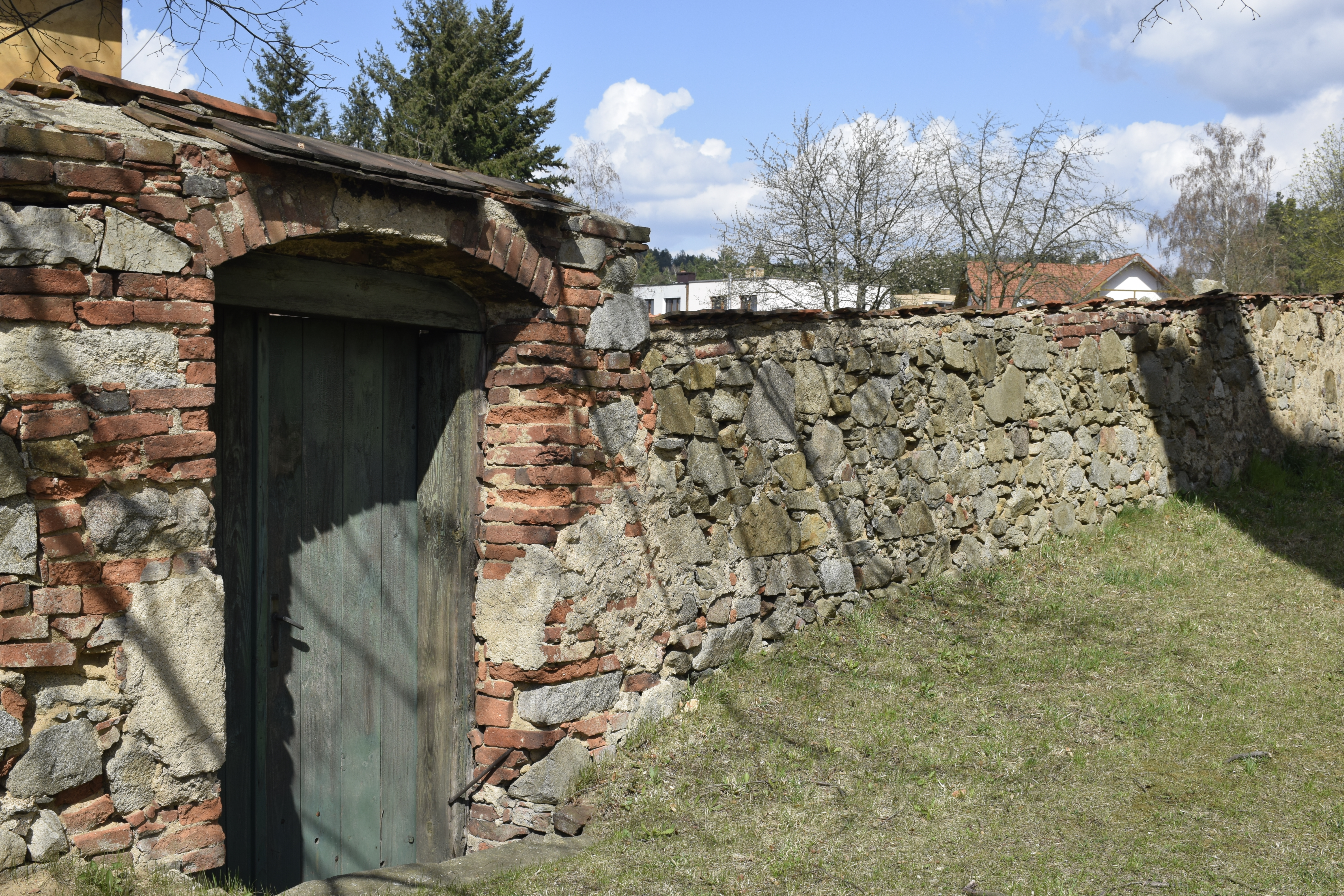
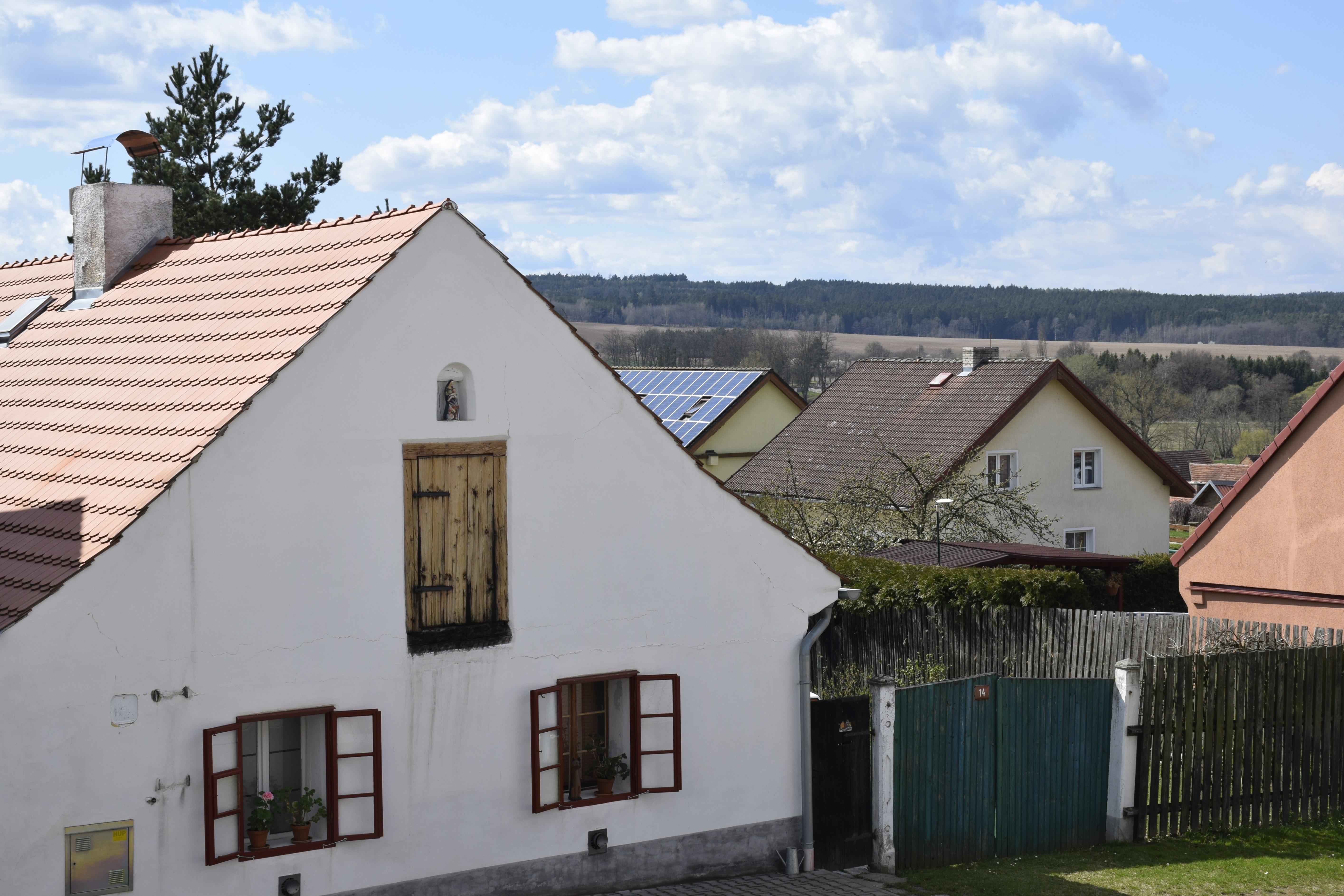
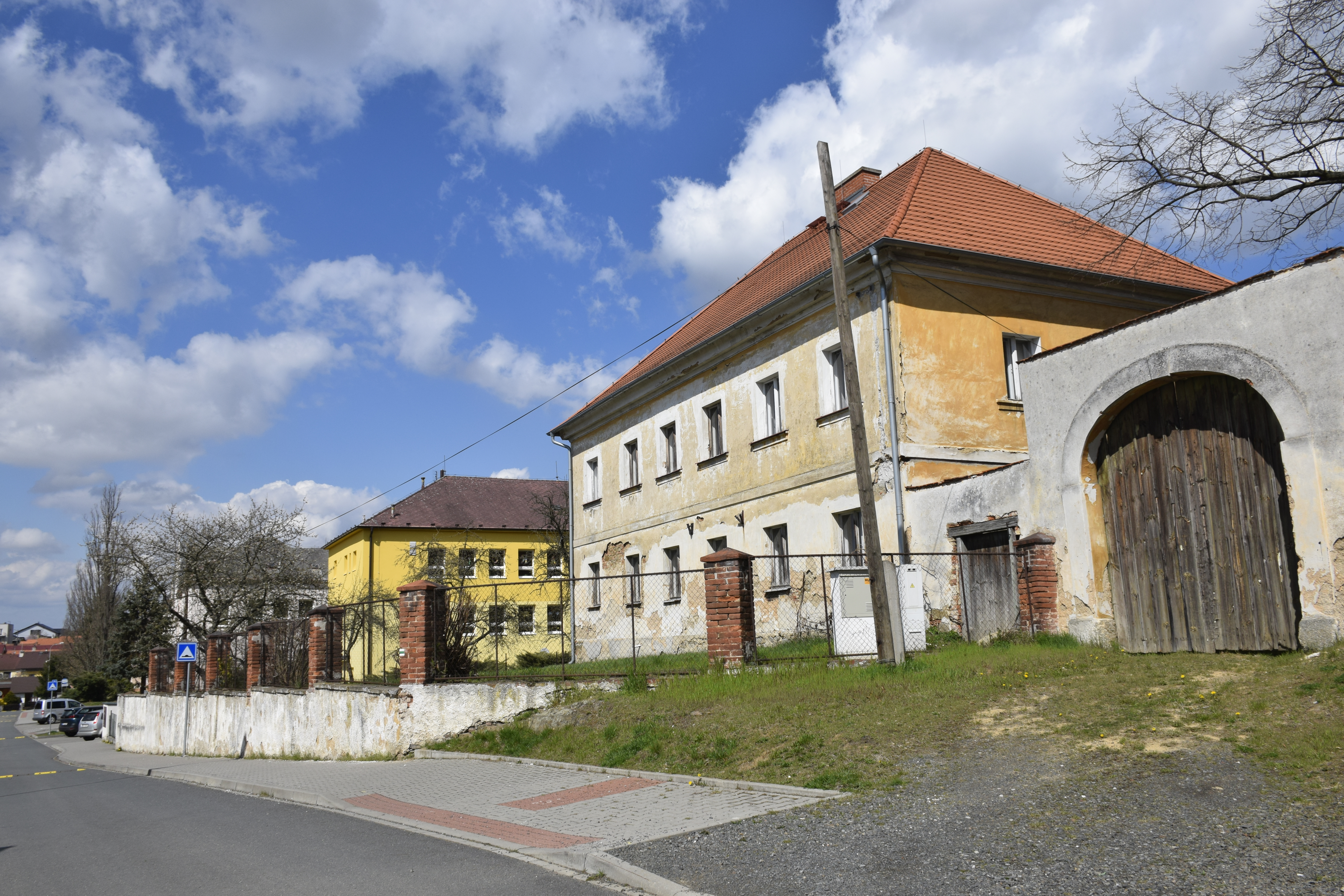
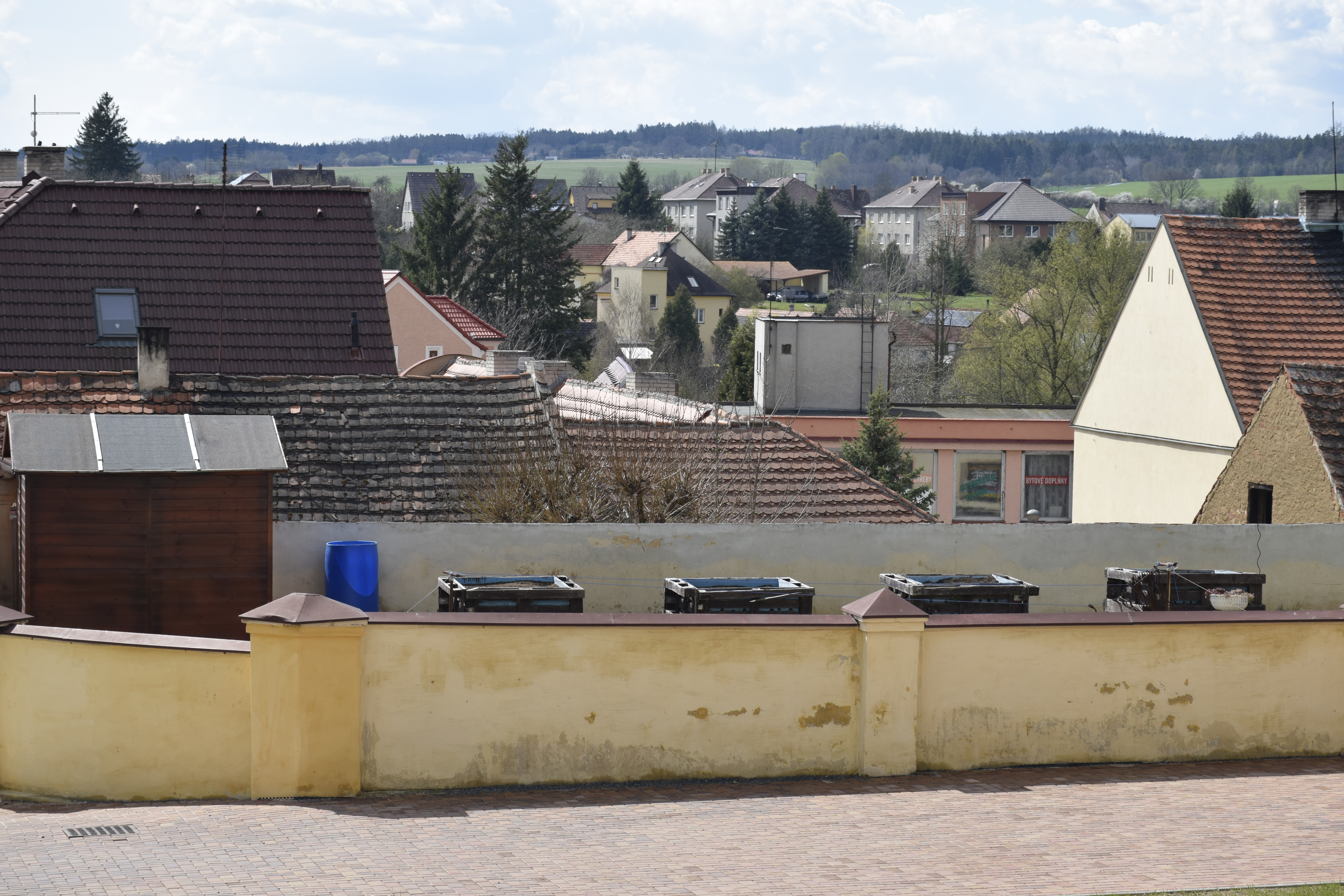